# Giovanni Antonio Brocco
Giovanni Antonio Brocco (také Antonín Proch, Anton Brack nebo Brock (kolem 1550 (?), † 10. listopadu 1613 Praha) byl italský sochař a kameník pozdní renesance a manýrismu, činný asi zprvu s otcem (od roku 1569 ?) v Praze, jejich díla nelze vždy rozlišit. Od roku 1580 již byl evidován jako dvorní sochař císaře Rudolfa II. v Praze a dodával svá díla také na Moravu.

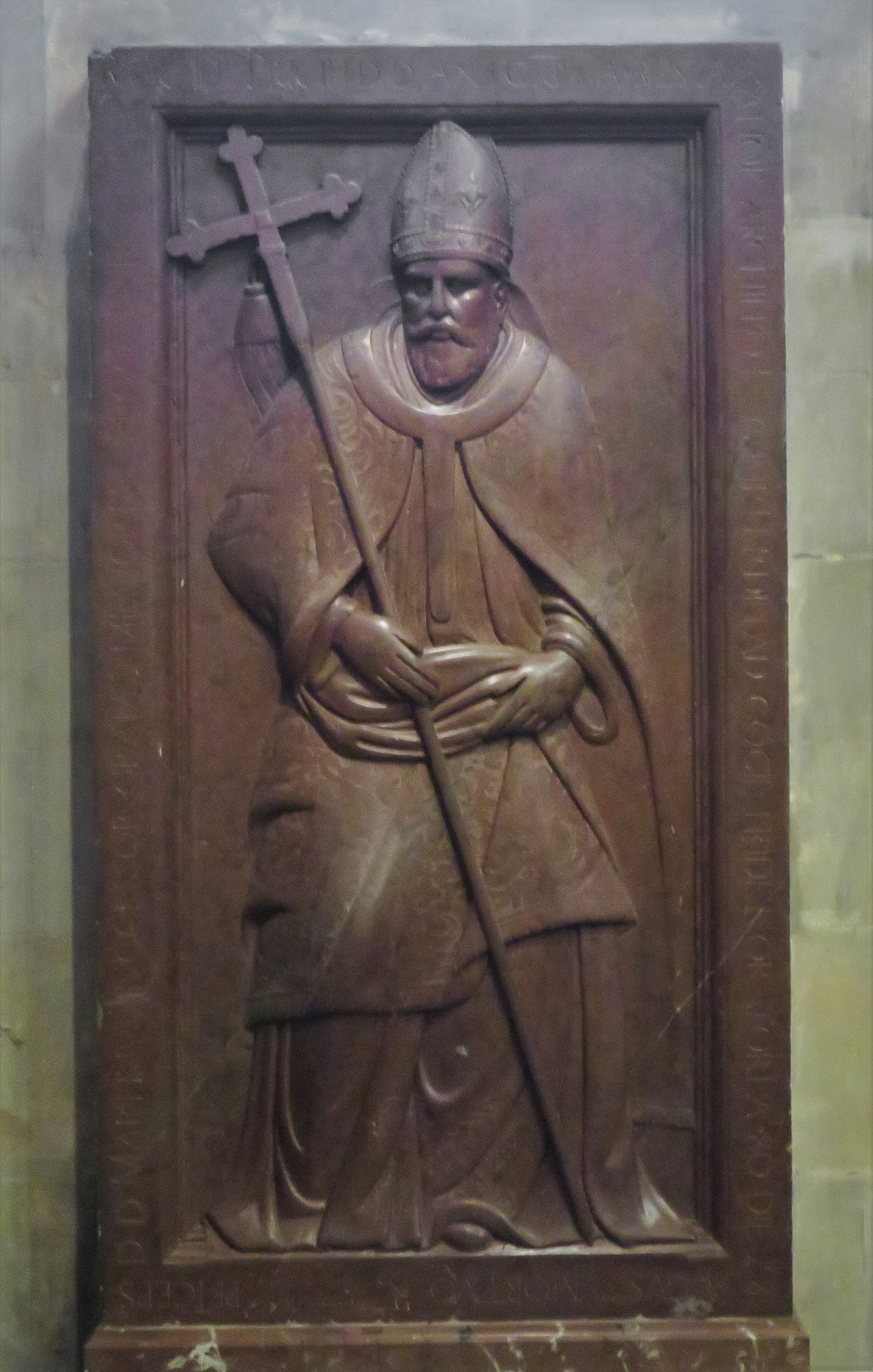
Náhrobek pražského arcibiskupa Antonína Brusa z Mohelnice v katedrále v Olomouci

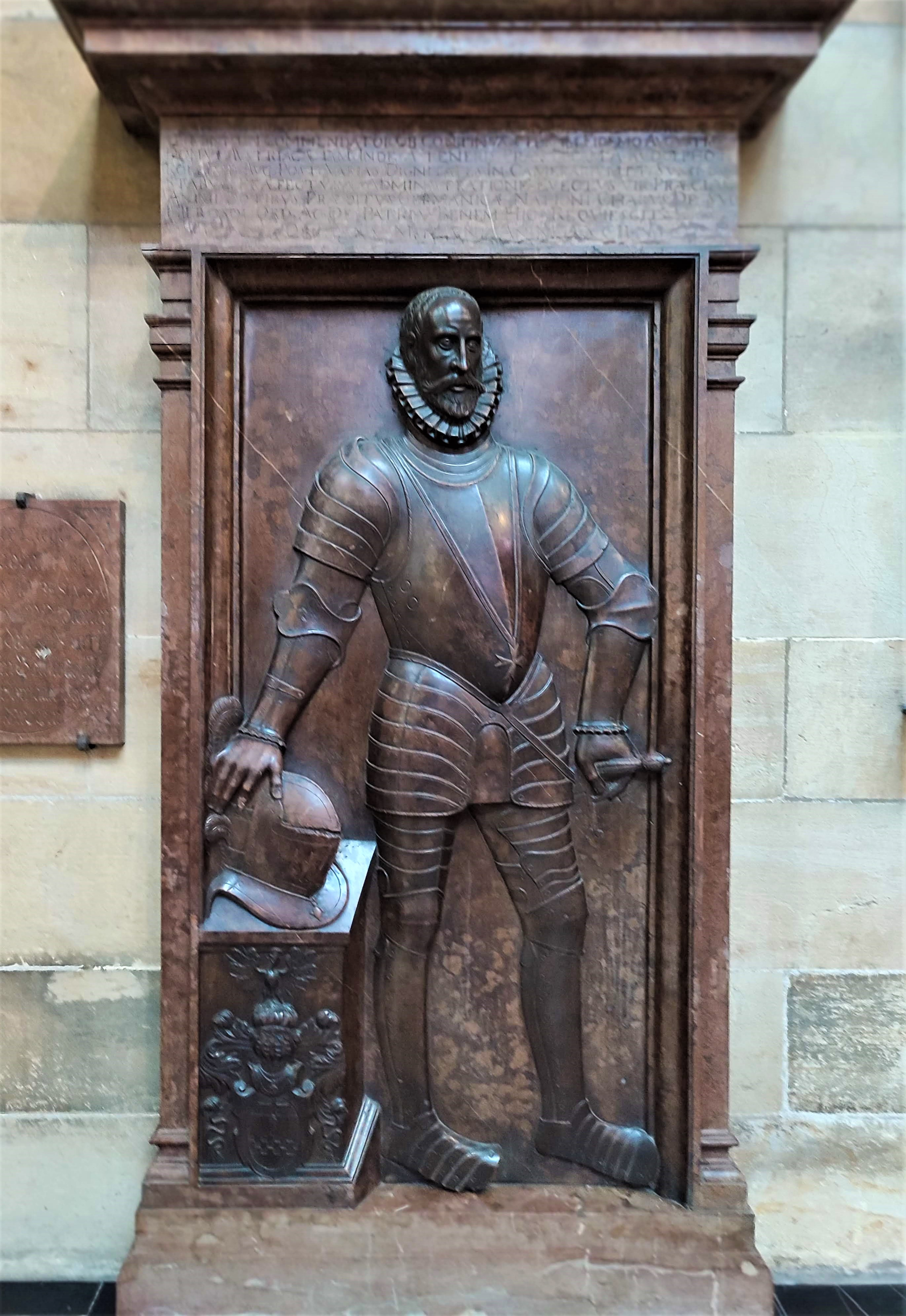
Epitaf Ottavia Spinoly v katedrále sv. Víta v Praze

## Život
Byl synem lombardského sochaře Antonia Brocca z Campione d'Italia na italsko-švýcarském pomezí, který působil v letech 1556-1559 ve službách arciknížete Ferdinanda Tyrolského v letohrádku Hvězda v Praze jako spoluautor štukové výzdoby a v roce 1571 při výzdobě Španělského sálu Ferdinandova zámku Ambras v Tyrolsku. Kameník a sochař Antonio v letech 1564 až 1568 možná vytesal horní část figurální výzdoby kašny v Královské zahradě Pražského hradu, kterou pak do zvonoviny odlil Tomáš Jaroš podle návrhu malíře Francesca Terzia. Podle Pavla Preisse hotovou skulpturu ciseloval. V roce 1569 je doložen v Praze na Starém Městě, když ručil jinému Italovi při obřadu udělení občanství. Sám získal měšťanské právo na Malé Straně 2. května 1591. Byl také činný v komunitě italských umělců při Vlašské kapli Nanebevzetí Panny Marie v Klementinu a roku 1600 se stal rektorem italské kongregace. Ve svém testamentu si přál, aby v té kapli byl pohřben.
V letech 1574–77 pracoval s pomocníky na mramorové kašně v zahradě pernštejnského zámku v Litomyšli. Může být ztotožněn s Antoniem Brackem, který roku 1571 prováděl dekorativní plastiky v zoologické zahradě v Innsbrucku pod vedením Giovanniho Lucchese, přišlého rovněž z Prahy.
Listinou z roku 1588 mu císař Rudolf II. udělil mzdu 150 tolarů a uvedl, že Broccové byli ve službách císařského domu již třicet let  Giovanni Antonio Brocco pracoval zpravidla s družinou svých pomocníků a je doložen na několika stavbách komorních panství (Císařský mlýn v Bubenči, Brandýs nad Labem, Hlavenec). Oblíbil si práce z červenohnědého sliveneckého mramoru.

## Dílo
- Reliéfní náhrobek pražského arcibiskupa Antonína Brusa z Mohelnice († 1580) v katedrále sv. Václava v Olomouci
- Reliéfní socha na tumbě Vratislava II. z Pernštejna († 1582), leštěný slivenecký mramor; podle Broccova návrhu v roce 1585 provedl Hans Vredeman de Vries(?) na objednávku vdovy, Marie Manrique de Lara, která od roku 1583 dala přestavět Pernštejnskou kapli ve Svatovítské katedrále pro tento pomník svého manžela Vratislava II. z Pernštejna, kancléře království českého
- Reliéfní epitaf janovského šlechtice a císařského dvorního štolby Ottavia Spinoly († 1592), v jižní lodi Svatovítské katedrály v Praze
- Reliéfní náhrobek pražského arcibiskupa Martina Medka († 1590) v katedrále sv. Václava v Olomouci
- Dekorativní plastiky ze zámecké zahrady v Brandýse nad Labem: delfín přenesený do expozice v zámku, torzo mušle na původním místě,
- Nedochované dekorativní plastiky, fontána (Wasserkunst) a grotta Císařského mlýna v Bubenči, kolem roku 1603, klenák s iniciálou R je uložen v Lapidáriu Národního muzea
- Reliéfní epitaf Jana Metycha z Čečova († 1610), v kostele Panny Marie pod řetězem v Praze